# Kees Koolen
Cornelis Petrus Henricus Maria (Kees) Koolen (Bergeijk, 19 augustus 1965) is een Nederlandse ondernemer, investeerder en rallycoureur.

## Loopbaan
Koolen studeerde Technische Bedrijfskunde aan de Universiteit Twente. Hij stopte zonder af te studeren en begon zijn eigen bedrijf als adviseur voor verschillende bedrijven.
Koolen was in 1997 investeerder in het in 1996 opgerichte Booking.com (toen bookings.nl) en vervulde er de functie van bestuursvoorzitter (CEO) van 2001 tot 2011. Onder zijn leiding werd Booking.com in 2005 voor € 110 miljoen verkocht aan Priceline. In 2017 gaf Koolen in een interview aan dat de verkoop geen goede beslissing was geweest voor de Nederlandse economie.
In 2010 investeerde Koolen in het bedrijf 'Super B', een producent van lithium-batterijen, en hij werd daar ook eigenaar van. Super B fuseerde in 2018 met Lithium Werks, dat zich richt op de elektrificatie van voertuigen door zware batterijen te produceren voor onder andere boten, treinen en heftrucks. Voor dit bedrijf haalde Koolen € 1,6 miljard bij investeerders op voor de bouw van een batterijenfabriek in de Volksrepubliek China. De research-en-development-afdeling zou komen op de Technology Base Twente, maar dit plan ging niet door.
Sinds 2012 heeft Koolen ook een aantal persoonlijke investeringen gedaan. Zijn investeringen omvatten een totaal van US$ 3 miljoen in BoaConsulta (augustus 2012, december 2013 en oktober 2017), US$ 532.000 in Marerua Ltd (januari 2014), US$ 4,5 miljoen in GetYourGuide (januari 2014 - hoofdinvesteerder), € 1,2 miljoen en £ 1,2 miljoen in Cloakroom (mei 2014), Hardt Hyperloop (oktober 2019 - hoofdinvesteerder) en € 4 miljoen in metazoekmachine voor vakantiehuizen Holidu als hoofdinvesteerder (september 2020). In oktober 2020 nam Koolen Industries zonnepaneleninstallateur BeSolar over.
In 2019 richtte hij het cleantechbedrijf Koolen Industries op en investeerde in zo'n 25 bedrijven die actief zijn in de duurzame energiesector. In mei 2024 gingen vier zonnepaneelbedrijven failliet als een gevolg van de terugval in de vraag veroorzaakt door de discussie over het afschaffen van de salderingsregeling. Het faillissement betreft Koolen Industries Solar, Koolen Installation Services, BonGo Solar en Novavolt.

## Dakar rally
Ook neemt Koolen sinds 2009, uitgezonderd in 2019, deel aan de Dakar-rally. Hij heeft deelgenomen in alle categorieën, motor, auto, quad, truck en ssv. Zijn zoon Niels Koolen is ook actief als coureur in de autosport.